# Kochánky
Kochánky település Csehországban, a Mladá Boleslav-i járásban. Kochánky Benátky nad Jizerou, Sedlec, Předměřice nad Jizerou, Mečeříž és Tuřice településekkel határos. Lakosainak száma 518 fő (2024. január 1.).

## Népesség
A település lakosságának változását az alábbi diagram mutatja:
| Lakosok száma | 814  | 832  | 873  | 613  | 448  | 436  | 444  | 463  | 474  | 518  |
|               | 1869 | 1900 | 1921 | 1961 | 1980 | 2011 | 2016 | 2019 | 2021 | 2024 |